# 斯泰讷
斯泰讷（法語：Steene，法語發音：[stɛn]）是法国上法蘭西大區北部省的一个市镇，属于敦刻尔克区。

## 地理
斯泰讷（50°57'12"N, 2°22'2"E）面积10.28 平方千米，位于法国上法蘭西大區北部省，该省份为法国最北部的省份及最长的省份，西北濒北海，西接加来海峡省，南至埃纳省和索姆省，东与比利时接壤。
与斯泰讷接壤的市镇（或旧市镇、城区）包括：阿姆布茨卡佩勒、比耶尔讷、克罗克特、皮加姆、索克斯。
斯泰讷的时区为UTC+01:00、UTC+02:00（夏令时）。

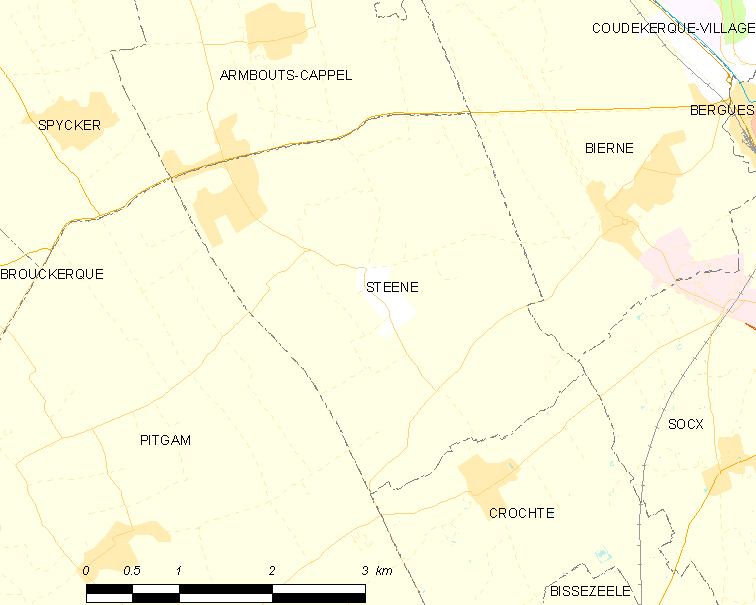
斯泰讷的OSM定位图

## 行政
斯泰讷的邮政编码为59380，INSEE市镇编码为59579。

## 政治
斯泰讷所属的省级选区为库德凯尔克布朗什县。

## 人口

1962-2008年间斯泰讷人口变化图示

斯泰讷于2022年1月1日时的人口数量为1385人。